# La clase de baile (Degas)
La clase de danza o La clase de ballet es una pintura del pintor francés impresionista Edgar Degas, pintada en 1873-1876, al óleo sobre lienzo, y con 85,5 x 75 centímetros. Muestra a las bailarinas del cuerpo de la Ópera de París, esperando la evaluación de su maestro Jules Perrot (1810-1892). El conde Isaac de Camondo, un destacado coleccionista de arte impresionista, legó la pintura al Museo del Louvre en 1911. Está en el Museo de Orsay de París desde 1986. Una variante de la pintura se exhibe en el Museo Metropolitano de Arte de Nueva York.

## Origen
La clase de ballet es una de las obras más ambiciosas de Degas y su primer gran lienzo de bailarinas. Comenzó a trabajar en la pintura en 1873, por encargo del cantante de ópera Jean-Baptiste Faure (1830-1914), uno de los pocos encargos que Degas aceptó en su vida. Sin embargo, luchó mucho con la composición y el trabajo avanzó lentamente al principio. Sin embargo, debido a que Faure insistió en recibir su pintura a tiempo, Degas hizo una variante de la obra en 1874 en un período de tiempo relativamente corto, que completó en noviembre de ese año. Mientras tanto, ya había exhibido la primera versión, aún no terminada, en la primera gran exposición impresionista en marzo de 1874. En última instancia, continuaría trabajando en la pintura hasta 1876 antes de considerarla completa.

## Imagen

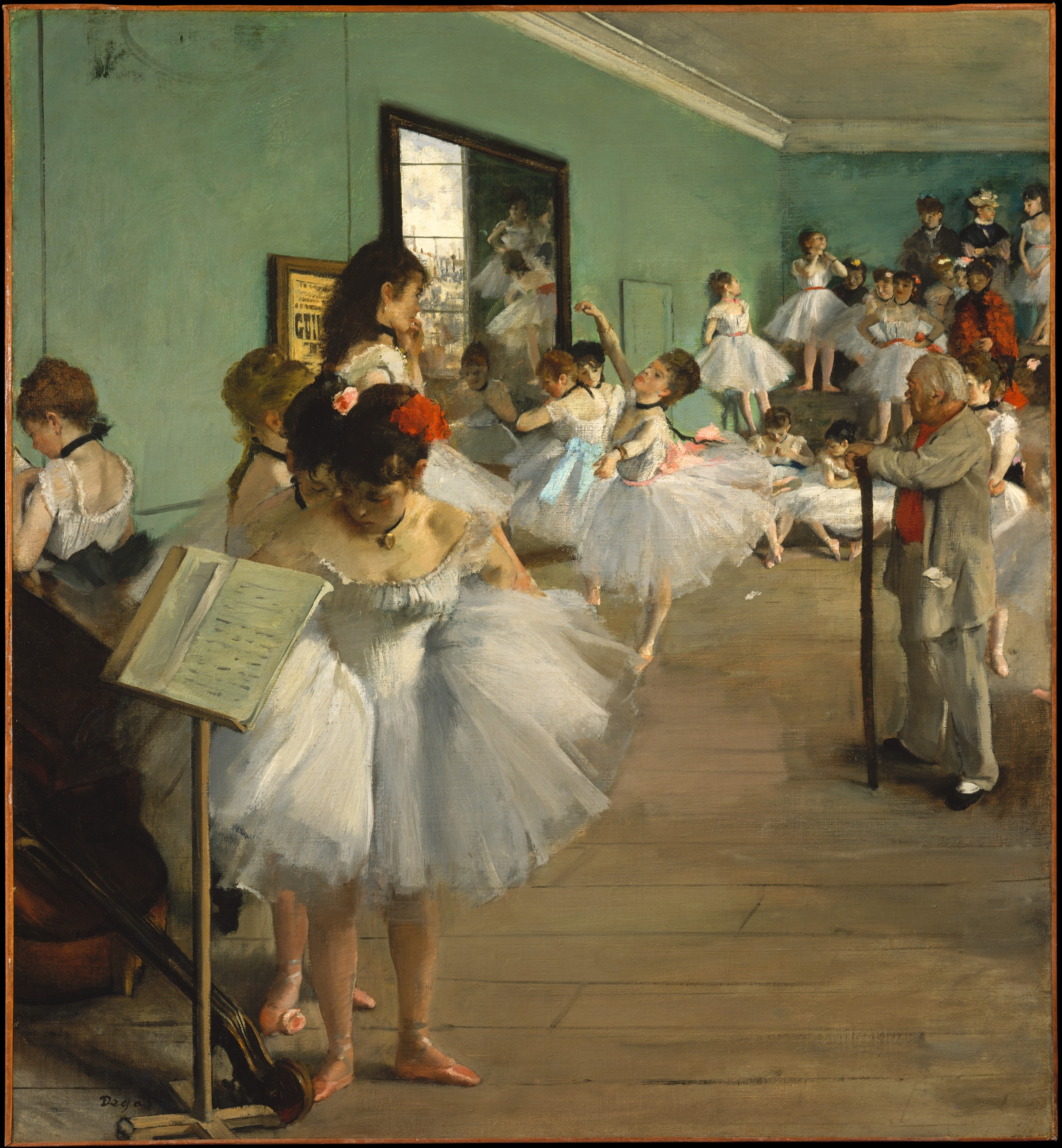
La clase de ballet, 1874, óleo sobre lienzo, 83,2 × 76,8 cm. Museo Metropolitano de Arte, Nueva York.

La clase de ballet muestra a las bailarinas del cuerpo de la Ópera de París, esperando la evaluación de su maestro Jules Perrot. El cuarto está iluminado por una gran ventana fuera del encuadre a la derecha pero que se refleja en el amplio espejo. Es claramente visible que la lección está llegando a su fin. Las bailarinas están cansadas y hace tiempo que dejaron de prestarle toda la atención al maestro; se rascan la espalda, se estiran, juguetean con un pendiente o se arreglan la ropa. Parece como si fueran ajenas a la mirada indiscreta del pintor y se las espía en secreto. Todas están representadas individualizadas, menos abstractas que en muchas de sus otras obras posteriores, pero enfáticamente "desde la distancia". La figura de Perrot, que ya había dejado de enseñar en ese momento, no se agregó a la pintura hasta 1875, basándose en un boceto anterior que también utilizó para la variante de la pintura para Faure. También son llamativos los diversos detalles de la obra, como el perrito, la regadera y las pilastras de mármol negro veteado cuidadosamente trabajadas.
La versión complementaria de 1874 muestra la clase en la antigua ópera de la rue Pelletier, que en realidad se había incendiado el año anterior. Junto al espejo se ve aquí un cartel anunciando el Guillermo Tell de Rossini, un homenaje a Faure, el comitente.